# Giovanni Maria Vitelleschi
Giovanni Maria Vitelleschi (Corneto, 1390/1400 – Roma, 2 aprile 1440) è stato un condottiero e cardinale italiano.

## Biografia

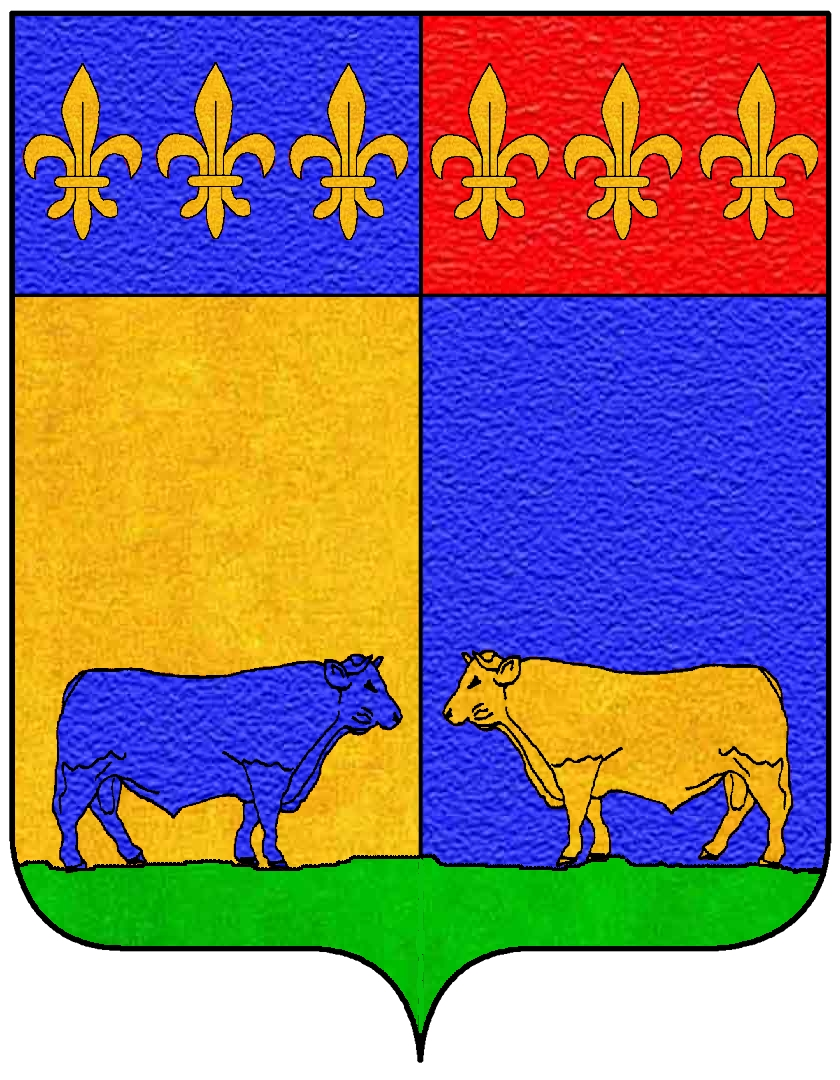
Stemma della famiglia Vitelleschi

Ricevette un'istruzione militare sin da giovane nella compagnia di ventura di Angelo Tartaglia, e affinò la sua educazione al servizio di papa Martino V, che lo nominò protonotario apostolico.
Fu eletto vescovo di Macerata e Recanati il 16 aprile 1431. Assoldato da papa Eugenio IV per comandare le truppe papali, condusse le operazioni militari contro la fazione dei Colonna, i quali erano in lotta contro papa Eugenio IV per il rovesciarsi della loro fortuna politica quando era morto il papa Martino V che apparteneva alla loro famiglia. Il Vitelleschi riuscì a sedare la rivolta, per la quale il papa era fuggito in esilio a Firenze nel 1434, in seguito alla restaurazione di un'effimera Repubblica romana. Per riuscire a riprendere la città il Vitelleschi, non fu estraneo ad atti di ferocia e crudeltà, cosa abbastanza comune all'epoca, oltre ad abolire il diritto romano in vigore. L'impresa terminò nell'ottobre del 1434, con la vittoria dei papali e il ritorno del pontefice. In seguito comandò anche le truppe papali contro Alfonso V d'Aragona, che voleva impossessarsi del trono di Napoli.
Per venire ricompensato delle sue imprese il 21 febbraio 1435 il papa gli concesse il titolo, ormai puramente onorifico di patriarca di Alessandria, ritenendo le diocesi di Macerata e Recanati, e il 12 ottobre dello stesso anno fu nominato arcivescovo di Firenze (dopo Amerigo Corsini), senza rinunciare al titolo patriarcale. Conservò le due cariche contemporaneamente, ma di fatto non ebbe modo di dedicarvisi: a Firenze per esempio delegò le sue funzioni all'arcivescovo di Pisa, il vescovo di Fiesole e messer Giuliano di Niccolò Davanzati. Sempre nel 1435 il papa gli assegna la signoria su Sansepolcro, che aveva ripreso ai Malatesta di Rimini nel 1430.
Nel 1436 ebbe, dal papa, l'ordine di reprimere le turbolenze dei baroni romani, che avevano occupato Terracina, dopo essersi ribellati a papa Eugenio IV. Radunati fanti e cavalli, il Vitelleschi si scontrò con le milizie avversarie presso Albano, vinse il loro capitano Francesco Savelli ed occupò nel 1437 Palestrina distruggendola e Zagarolo, costringendo Renzo Colonna a fuggire. Attaccò poi Antonio da Pontedera, lo sconfisse e lo fece impiccare, riuscendo infine a domare i baroni.
Nello stesso anno fece erigere a Tarquinia il palazzo Vitelleschi, attuale sede del Museo archeologico nazionale.
Fu nominato prefetto delle armi pontificie e cardinale nel concistoro del 9 agosto 1437 da papa Eugenio IV e ricevette il titolo di Lorenzo in Lucina. In quell'occasione rinunciò alla sede fiorentina, che passò a Ludovico Scarampi Mezzarota, anche se spesso cominciò ed essere chiamato il "cardinale fiorentino". Ricevette però la diocesi di Traù in commendam, che mantenne fino alla morte.
Nel 1439 ricevette ordine dal papa di debellare la famiglia Trinci. Mise sotto assedio Foligno insieme al cardinal Cusano ed al condottiero Ranuccio Farnese il Vecchio e la conquistò, facendo prigioniero Corrado III Trinci con i suoi due figli.
Machiavelli lo cita nelle Istorie fiorentine:
(vol. 5, cap. 27)
Le spie fiorentine controllavano segretamente la sua corrispondenza e intercettarono così alcune missive a Niccolò Piccinino, il capo di una banda di ventura che compiva saccheggi e devastazioni in Toscana. Sebbene il messaggio fosse cifrato e pieno di allusioni, esso fu interpretato come pericoloso per il papa, così che Eugenio IV colse l'occasione per incarcerare l'uomo ormai troppo potente. La maniera con la quale fu catturato a Roma in Castel Sant'Angelo dal castellano Antonio Rido di Padova è pure raccontata dal Machiavelli:
(Istorie fiorentine, vol. 5, cap. 27)
La famiglia Vitelleschi comunque mantenne un notevole prestigio in Italia centrale. Il nipote di Giovanni, Bartolomeo Vitelleschi, fu vescovo di Montefiascone e Corneto; in questa veste prestò la sua obbedienza all'antipapa Felice V e fu da questi creato cardinale, o meglio pseudocardinale del titolo di San Marco il 6 aprile 1444.